# Lista siturilor arheologice din județul Constanța
Lista siturilor arheologice din județul Constanța conține toate siturile arheologice din județul Constanța înscrise în Repertoriul Arheologic Național (RAN). RAN este administrat de Ministerul Culturii și Patrimoniului Național și cuprinde date științifice, cartografice, topografice, imagini și planuri, precum și orice alte informații privitoare la zonele cu potențial arheologic, studiate sau nu, încă existente sau dispărute.
Datorită numărului mare de situri, această listă a fost împărțită după localitatea în care se află situl. Dacă știți localitatea (satul sau orașul) în care se află situl, alegeți localitatea din lista din această pagină. Dacă nu știți localitatea, puteți căuta un sit din județ folosind formularul de mai jos.
| 0–9 ↑ A B C D E F G H I Î J K L M N O P Q R S Ș T Ț U V W X Y Z ↓ | 0–9 ↑ A B C D E F G H I Î J K L M N O P Q R S Ș T Ț U V W X Y Z ↓ | 0–9 ↑ A B C D E F G H I Î J K L M N O P Q R S Ș T Ț U V W X Y Z ↓ | 0–9 ↑ A B C D E F G H I Î J K L M N O P Q R S Ș T Ț U V W X Y Z ↓ | 0–9 ↑ A B C D E F G H I Î J K L M N O P Q R S Ș T Ț U V W X Y Z ↓ | 0–9 ↑ A B C D E F G H I Î J K L M N O P Q R S Ș T Ț U V W X Y Z ↓ | 0–9 ↑ A B C D E F G H I Î J K L M N O P Q R S Ș T Ț U V W X Y Z ↓ | 0–9 ↑ A B C D E F G H I Î J K L M N O P Q R S Ș T Ț U V W X Y Z ↓ | 0–9 ↑ A B C D E F G H I Î J K L M N O P Q R S Ș T Ț U V W X Y Z ↓ | 0–9 ↑ A B C D E F G H I Î J K L M N O P Q R S Ș T Ț U V W X Y Z ↓ |
| ----------------------------------------------------------------- | ----------------------------------------------------------------- | ----------------------------------------------------------------- | ----------------------------------------------------------------- | ----------------------------------------------------------------- | ----------------------------------------------------------------- | ----------------------------------------------------------------- | ----------------------------------------------------------------- | ----------------------------------------------------------------- | ----------------------------------------------------------------- |
| 23 August                                                         | 2 Mai                                                             |                                                                   |                                                                   |                                                                   |                                                                   |                                                                   |                                                                   |                                                                   |                                                                   |
| A ↑ A B C D E F G H I Î J K L M N O P Q R S Ș T Ț U V W X Y Z ↓   |                                                                   |                                                                   |                                                                   |                                                                   |                                                                   |                                                                   |                                                                   |                                                                   |                                                                   |
| Adamclisi                                                         | Agigea                                                            | Albești                                                           | Aliman                                                            | Almălău                                                           |                                                                   |                                                                   |                                                                   |                                                                   |                                                                   |
| Arsa                                                              |                                                                   |                                                                   |                                                                   |                                                                   |                                                                   |                                                                   |                                                                   |                                                                   |                                                                   |
| B ↑ A B C D E F G H I Î J K L M N O P Q R S Ș T Ț U V W X Y Z ↓   |                                                                   |                                                                   |                                                                   |                                                                   |                                                                   |                                                                   |                                                                   |                                                                   |                                                                   |
| Basarabi                                                          | Băltăgești                                                        | Băneasa                                                           | Bărăganu                                                          | Bugeac                                                            |                                                                   |                                                                   |                                                                   |                                                                   |                                                                   |
| C ↑ A B C D E F G H I Î J K L M N O P Q R S Ș T Ț U V W X Y Z ↓   |                                                                   |                                                                   |                                                                   |                                                                   |                                                                   |                                                                   |                                                                   |                                                                   |                                                                   |
| Canlia                                                            | Capidava                                                          | Casian                                                            | Casicea                                                           | Castelu                                                           |                                                                   |                                                                   |                                                                   |                                                                   |                                                                   |
| Cernavodă                                                         | Cetatea                                                           | Cheia                                                             | Chirnogeni                                                        | Ciobanu                                                           |                                                                   |                                                                   |                                                                   |                                                                   |                                                                   |
| Ciocârlia                                                         | Ciocârlia de Sus                                                  | Cobadin                                                           | Cochirleni                                                        | Cogealac                                                          |                                                                   |                                                                   |                                                                   |                                                                   |                                                                   |
| Comana                                                            | Conacu                                                            | Constanța                                                         | Corbu                                                             | Coroana                                                           |                                                                   |                                                                   |                                                                   |                                                                   |                                                                   |
| Coslugea                                                          | Costinești                                                        | Cotu Văii                                                         | Credința                                                          | Crucea                                                            |                                                                   |                                                                   |                                                                   |                                                                   |                                                                   |
| Cumpăna                                                           | Cuza Vodă                                                         |                                                                   |                                                                   |                                                                   |                                                                   |                                                                   |                                                                   |                                                                   |                                                                   |
| D ↑ A B C D E F G H I Î J K L M N O P Q R S Ș T Ț U V W X Y Z ↓   |                                                                   |                                                                   |                                                                   |                                                                   |                                                                   |                                                                   |                                                                   |                                                                   |                                                                   |
| Darabani                                                          | Deleni                                                            | Dobromiru din Deal                                                | Dorobanțu                                                         | Dulcești                                                          |                                                                   |                                                                   |                                                                   |                                                                   |                                                                   |
| Dulgheru                                                          | Dumbrăveni                                                        | Dunărea                                                           | Dunăreni                                                          |                                                                   |                                                                   |                                                                   |                                                                   |                                                                   |                                                                   |
| E ↑ A B C D E F G H I Î J K L M N O P Q R S Ș T Ț U V W X Y Z ↓   |                                                                   |                                                                   |                                                                   |                                                                   |                                                                   |                                                                   |                                                                   |                                                                   |                                                                   |
| Eforie Sud                                                        | Esechioi                                                          |                                                                   |                                                                   |                                                                   |                                                                   |                                                                   |                                                                   |                                                                   |                                                                   |
| F ↑ A B C D E F G H I Î J K L M N O P Q R S Ș T Ț U V W X Y Z ↓   |                                                                   |                                                                   |                                                                   |                                                                   |                                                                   |                                                                   |                                                                   |                                                                   |                                                                   |
| Făclia                                                            | Făurei                                                            | Fântâna Mare                                                      | Fântânele                                                         | Floriile                                                          |                                                                   |                                                                   |                                                                   |                                                                   |                                                                   |
| G ↑ A B C D E F G H I Î J K L M N O P Q R S Ș T Ț U V W X Y Z ↓   |                                                                   |                                                                   |                                                                   |                                                                   |                                                                   |                                                                   |                                                                   |                                                                   |                                                                   |
| Galița                                                            | Gălbiori                                                          | Gârliciu                                                          | Gârlița                                                           | General Scărișoreanu                                              |                                                                   |                                                                   |                                                                   |                                                                   |                                                                   |
| Ghindărești                                                       | Grădina                                                           | Gura Dobrogei                                                     |                                                                   |                                                                   |                                                                   |                                                                   |                                                                   |                                                                   |                                                                   |
| H ↑ A B C D E F G H I Î J K L M N O P Q R S Ș T Ț U V W X Y Z ↓   |                                                                   |                                                                   |                                                                   |                                                                   |                                                                   |                                                                   |                                                                   |                                                                   |                                                                   |
| Hagieni                                                           | Hațeg                                                             | Hârșova                                                           |                                                                   |                                                                   |                                                                   |                                                                   |                                                                   |                                                                   |                                                                   |
| I ↑ A B C D E F G H I Î J K L M N O P Q R S Ș T Ț U V W X Y Z ↓   |                                                                   |                                                                   |                                                                   |                                                                   |                                                                   |                                                                   |                                                                   |                                                                   |                                                                   |
| Ion Corvin                                                        | Istria                                                            | Ivrinezu Mare                                                     | Ivrinezu Mic                                                      | Izvoarele                                                         |                                                                   |                                                                   |                                                                   |                                                                   |                                                                   |
| Izvoru Mare                                                       |                                                                   |                                                                   |                                                                   |                                                                   |                                                                   |                                                                   |                                                                   |                                                                   |                                                                   |
| L ↑ A B C D E F G H I Î J K L M N O P Q R S Ș T Ț U V W X Y Z ↓   |                                                                   |                                                                   |                                                                   |                                                                   |                                                                   |                                                                   |                                                                   |                                                                   |                                                                   |
| Lazu                                                              | Limanu                                                            | Lipnița                                                           | Lumina                                                            | Luminița                                                          |                                                                   |                                                                   |                                                                   |                                                                   |                                                                   |
| M ↑ A B C D E F G H I Î J K L M N O P Q R S Ș T Ț U V W X Y Z ↓   |                                                                   |                                                                   |                                                                   |                                                                   |                                                                   |                                                                   |                                                                   |                                                                   |                                                                   |
| Mamaia-Sat                                                        | Mangalia                                                          | Medgidia                                                          | Mereni                                                            | Mihail Kogălniceanu                                               |                                                                   |                                                                   |                                                                   |                                                                   |                                                                   |
| Mihai Viteazu                                                     | Miorița                                                           | Mircea Vodă                                                       | Moșneni                                                           |                                                                   |                                                                   |                                                                   |                                                                   |                                                                   |                                                                   |
| N ↑ A B C D E F G H I Î J K L M N O P Q R S Ș T Ț U V W X Y Z ↓   |                                                                   |                                                                   |                                                                   |                                                                   |                                                                   |                                                                   |                                                                   |                                                                   |                                                                   |
| Nazarcea                                                          | Năvodari                                                          | Negrești                                                          | Negru Vodă                                                        | Negureni                                                          |                                                                   |                                                                   |                                                                   |                                                                   |                                                                   |
| Neptun                                                            | Nicolae Bălcescu                                                  | Nisipari                                                          | Nistorești                                                        | Nuntași                                                           |                                                                   |                                                                   |                                                                   |                                                                   |                                                                   |
| O ↑ A B C D E F G H I Î J K L M N O P Q R S Ș T Ț U V W X Y Z ↓   |                                                                   |                                                                   |                                                                   |                                                                   |                                                                   |                                                                   |                                                                   |                                                                   |                                                                   |
| Oltina                                                            | Ostrov                                                            | Ovidiu                                                            |                                                                   |                                                                   |                                                                   |                                                                   |                                                                   |                                                                   |                                                                   |
| P ↑ A B C D E F G H I Î J K L M N O P Q R S Ș T Ț U V W X Y Z ↓   |                                                                   |                                                                   |                                                                   |                                                                   |                                                                   |                                                                   |                                                                   |                                                                   |                                                                   |
| Palazu Mare                                                       | Palazu Mic                                                        | Pantelimon                                                        | Pădureni                                                          | Pecineaga                                                         |                                                                   |                                                                   |                                                                   |                                                                   |                                                                   |
| Pelinu                                                            | Peștera                                                           | Petroșani                                                         | Piatra                                                            | Pietreni                                                          |                                                                   |                                                                   |                                                                   |                                                                   |                                                                   |
| Plopeni                                                           | Poarta Albă                                                       | Poiana                                                            |                                                                   |                                                                   |                                                                   |                                                                   |                                                                   |                                                                   |                                                                   |
| R ↑ A B C D E F G H I Î J K L M N O P Q R S Ș T Ț U V W X Y Z ↓   |                                                                   |                                                                   |                                                                   |                                                                   |                                                                   |                                                                   |                                                                   |                                                                   |                                                                   |
| Rariștea                                                          | Rasova                                                            | Râmnicu de Jos                                                    | Remus Opreanu                                                     | Runcu                                                             |                                                                   |                                                                   |                                                                   |                                                                   |                                                                   |
| S ↑ A B C D E F G H I Î J K L M N O P Q R S Ș T Ț U V W X Y Z ↓   |                                                                   |                                                                   |                                                                   |                                                                   |                                                                   |                                                                   |                                                                   |                                                                   |                                                                   |
| Saligny                                                           | Saraiu                                                            | Satu Nou                                                          | Săcele                                                            | Seimeni                                                           |                                                                   |                                                                   |                                                                   |                                                                   |                                                                   |
| Seimenii Mici                                                     | Sibioara                                                          | Siliștea                                                          | Siminoc                                                           | Sinoie                                                            |                                                                   |                                                                   |                                                                   |                                                                   |                                                                   |
| Stejaru                                                           | Straja                                                            | Stupina                                                           |                                                                   |                                                                   |                                                                   |                                                                   |                                                                   |                                                                   |                                                                   |
| Ș ↑ A B C D E F G H I Î J K L M N O P Q R S Ș T Ț U V W X Y Z ↓   |                                                                   |                                                                   |                                                                   |                                                                   |                                                                   |                                                                   |                                                                   |                                                                   |                                                                   |
| Șipotele                                                          | Ștefan cel Mare                                                   |                                                                   |                                                                   |                                                                   |                                                                   |                                                                   |                                                                   |                                                                   |                                                                   |
| T ↑ A B C D E F G H I Î J K L M N O P Q R S Ș T Ț U V W X Y Z ↓   |                                                                   |                                                                   |                                                                   |                                                                   |                                                                   |                                                                   |                                                                   |                                                                   |                                                                   |
| Tariverde                                                         | Târgușor                                                          | Techirghiol                                                       | Tichilești                                                        | Topalu                                                            |                                                                   |                                                                   |                                                                   |                                                                   |                                                                   |
| Topraisar                                                         | Tortoman                                                          | Traian                                                            | Tuzla                                                             |                                                                   |                                                                   |                                                                   |                                                                   |                                                                   |                                                                   |
| Ț ↑ A B C D E F G H I Î J K L M N O P Q R S Ș T Ț U V W X Y Z ↓   |                                                                   |                                                                   |                                                                   |                                                                   |                                                                   |                                                                   |                                                                   |                                                                   |                                                                   |
| Țibrinu                                                           |                                                                   |                                                                   |                                                                   |                                                                   |                                                                   |                                                                   |                                                                   |                                                                   |                                                                   |
| U ↑ A B C D E F G H I Î J K L M N O P Q R S Ș T Ț U V W X Y Z ↓   |                                                                   |                                                                   |                                                                   |                                                                   |                                                                   |                                                                   |                                                                   |                                                                   |                                                                   |
| Urluia                                                            |                                                                   |                                                                   |                                                                   |                                                                   |                                                                   |                                                                   |                                                                   |                                                                   |                                                                   |
| V ↑ A B C D E F G H I Î J K L M N O P Q R S Ș T Ț U V W X Y Z ↓   |                                                                   |                                                                   |                                                                   |                                                                   |                                                                   |                                                                   |                                                                   |                                                                   |                                                                   |
| Vadu                                                              | Valea Dacilor                                                     | Valu lui Traian                                                   | Vama Veche                                                        | Văleni                                                            |                                                                   |                                                                   |                                                                   |                                                                   |                                                                   |
| Vânători                                                          | Veteranu                                                          | Viile                                                             | Vîrtop                                                            | Vlahii                                                            |                                                                   |                                                                   |                                                                   |                                                                   |                                                                   |
| Z ↑ A B C D E F G H I Î J K L M N O P Q R S Ș T Ț U V W X Y Z ↓   |                                                                   |                                                                   |                                                                   |                                                                   |                                                                   |                                                                   |                                                                   |                                                                   |                                                                   |
| Zorile                                                            |                                                                   |                                                                   |                                                                   |                                                                   |                                                                   |                                                                   |                                                                   |                                                                   |                                                                   |